# CVV 8 Bonaventura
Il CVV 8 Bonaventura era un aliante biposto, monoplano ad ala alta, concepito per voli sportivi e per scuola. Sviluppato dal Centro di volo a vela Politecnico di Milano (CVV) su progetto di Ermenegildo Preti, venne realizzato in 15 esemplari, due costruiti nel Centro di volo a vela dell'istituto scolastico milanese e i rimanenti dall'azienda aeronautica italiana Avionica Rio.
Caratterizzato dalla costruzione interamente lignea, venne penalizzato dal peso elevato.

## Tecnica
La fusoliera era a sezione ovoidale con l'abitacolo completamente chiuso e posteriormente raccordato con la fusoliera in modo da ottimizzare l'aerodinamica.
Gli organi di atterraggio comprendevano un pattino d'atterraggio ventrale a cui era agganciato/sganciabile uno stretto carrello a due ruote, (di fatto l'aliante decollava e atterrava sul carrello ma in caso di fuoricampo estremo si poteva sganciarlo e atterrare sul pattino con una notevolissima diminuzione dello spazio richiesto) e un piccolo pàttino di coda.
Era caratterizzato da un'ala a sbalzo, a pianta totalmente rastremata. Sia su estradosso che intradosso dell'ala erano presenti diruttori con apertura a pantografo, per aumentare la velocità limite in qualsiasi assetto di volo.